# Подлапача
44°35′ пн. ш. 15°38′ сх. д. / 44.58° пн. ш. 15.63° сх. д.
Подлапача (хорв. Podlapača) — населений пункт у Хорватії, у Лицько-Сенській жупанії у складі громади Удбина.

## Населення
Населення за даними перепису 2011 року становило 74 осіб.
Динаміка чисельності населення поселення:

## Клімат
Середня річна температура становить 7,92 °C, середня максимальна – 21,88 °C, а середня мінімальна – -7,81 °C. Середня річна кількість опадів – 1270 мм.
| Клімат поселення                              | Клімат поселення | Клімат поселення | Клімат поселення | Клімат поселення | Клімат поселення | Клімат поселення | Клімат поселення | Клімат поселення | Клімат поселення | Клімат поселення | Клімат поселення | Клімат поселення | Клімат поселення |
| Показник                                      | Січ.             | Лют.             | Бер.             | Квіт.            | Трав.            | Черв.            | Лип.             | Серп.            | Вер.             | Жовт.            | Лист.            | Груд.            |                  |
| Середній максимум, °C                         | 5,46             | 6,48             | 9,68             | 13,72            | 18,36            | 21,78            | 21,88            | 21,60            | 17,53            | 13,21            | 8,04             | 3,92             |                  |
| Середня температура, °C                       | −1,17            | −0,16            | 3,05             | 7,08             | 11,74            | 15,15            | 17,43            | 17,15            | 13,07            | 8,76             | 3,58             | −0,54            |                  |
| Середній мінімум, °C                          | −7,81            | −6,8             | −3,58            | 0,46             | 5,09             | 8,50             | 12,97            | 12,68            | 8,60             | 4,28             | −0,88            | −4,99            |                  |
| Норма опадів, мм                              | 93               | 94               | 95               | 107              | 92               | 93               | 66               | 82               | 122              | 137              | 160              | 129              |                  |
| Середньомісячна швидкість вітру, м/с          | 2.30             | 2.42             | 2.60             | 2.54             | 2.32             | 2.10             | 2.07             | 1.96             | 2.09             | 2.24             | 2.48             | 2.56             |                  |
| Середньомісячна сонячна радіація, кДж/м²·день | 4720             | 7416             | 10874            | 15295            | 19442            | 21498            | 23106            | 19941            | 14804            | 9561             | 5102             | 3906             |                  |
| --------------------------------------------- | ---------------- | ---------------- | ---------------- | ---------------- | ---------------- | ---------------- | ---------------- | ---------------- | ---------------- | ---------------- | ---------------- | ---------------- | ---------------- |
| Джерело:                                      |                  |                  |                  |                  |                  |                  |                  |                  |                  |                  |                  |                  |                  |